# How to Cheat a Dragon's Curse
How to Cheat a Dragon’s Curse (no Brasil, Como Quebrar a Maldição de um Dragão) é o quarto livro da série Como Treinar Seu Dragão, escrita e ilustrada pela autora bestseller Cressida Cowel. Foi lançado no Reino Unido em 15 de novembro de 2006 pela Editora Hodder Children's Books e no Brasil em dezembro de 2010 pela Editora Intrínseca.

## Sinopse
Soluço Spantosicus Strondus III foi um extraordinário Herói Viquingue. Chefe guerreiro, mestre no combate com espadas e naturalista amador, era conhecido por todo o território viquingue como "O encantador de dragões", devido ao poder que exercia sobre as terríveis feras.
Será que Soluço vai encontrar o antídoto para a picada da Vorpente Venenosa e ainda por cima derrotar o assustador Garra da Destruição? E ele conseguirá vencer o perigoso machado de Norberto, o Demente, para mais uma vez ser o herói da história?

## Enredo
Durante uma “Expedição de Caça com Arco e Flecha sobre Esquis”, Soluço percebe que Perna-de-Peixe está agindo de forma estranha, quando de repente avistam um grupo de Histéricos, uma tribo de assustadores e lunáticos viquingues, que perseguem Perna-de-Peixe. Soluço atira uma flecha no chefe dos Histéricos, conhecido como Norberto, o Demente. Soluço e Perna-de-Peixe fogem em seus esquis, com os Histéricos os perseguindo. Soluço cai do lado de um penhasco. Caolho, o Dragão-de-trenó-dentes-de-sabre que tinha puxado Soluço e Perna-de-Peixe ao topo da montanha, recusa-se a resgatar Soluço; mas quando Soluço salienta que, se ele não salvá-lo, Malvado Melequento (que já havia tratado Caolho muito mal e até lhe chicoteado) se tornaria chefe da tribo se ele não voltasse, Caolho o salva, e ele e Perna-de-Peixe voltam para a aldeia. Soluço está preocupado com Perna-de-Peixe, e leva-o para ver Velho Enrugado. Velho Enrugado examina Perna-de-Peixe, e diz que a Soluço que seu amigo está sofrendo de Vorpentite, uma doença causada pela picada de uma Vorpente Venenosa, e a única cura para esta doença é um vegetal chamado de batata, que só pode ser encontrado na América do Norte. Soluço não acredita nele, porque todos os viquingues, exceto os Histéricos, acreditam que o mundo é plano como uma panqueca, e não existe um lugar como a América. Velho Enrugado diz a Soluço que o pai de Norberto, o Demente, chamado Grande Mente, tinha realmente ido para a América e fez amizade com os norte-americanos, que ele chamou de "Povo de Penas", e trouxe de volta uma batata para provar que ele estava certo sobre a América ser real. No entanto, ele foi atacado por um Garra da Destruição. Velho Enrugado supõe que, se a lenda for verdade, a batata pode estar em Histeria, o lar da tribo Histérica e diz a Soluço que ele deve trazê-la de volta antes das dez horas da manhã seguinte, ou então Perna-de-Peixe vai morrer.
Soluço traz Camicazi e Banguela (Banguela deveria estar hibernando como os outros dragões de caça, mas ele não cavou seu buraco de hibernação profundo o suficiente, o que poderia levá-lo a dormir por um longo tempo, então Soluço o desenterrou) e viajam para Histeria, com Caolho puxando-os em um trenó. As duas crianças entram através do teto do grande salão onde os Histéricos estão comemorando o dia de Freya, sexta-feira. Eles passam Camicazi através da chaminé, mas Soluço acidentalmente cai em um pote gigante de sopa de cebola, e é descoberto por Norberto, o Demente. Soluço faz Norberto mostrar-lhe a batata, fingindo não acreditar que ela exista. Norberto finalmente revela o corpo preservado de seu pai, e na mão do pai de Norberto está uma caixa de vidro com a batata congelada que tem uma flecha presa nela. Soluço tenta convencer Norbert a dar-lhe a batata, mas Norberto se recusa. Norberto logo se irrita com Soluço, e decide se Soluço deve ou não morrer jogando seu machado de dupla face para o ar. Se ele cair no lado negro, Soluço vai morrer, se ele cair no lado de ouro, ele vai viver. Soluço ganha por pegar o machado na horizontal quando ele está prestes a cair no lado negro. Norberto fica irritado por Soluço enganá-lo, e prende-o numa jaula. Após os Histéricos adormecerem, Camicazi arromba a jaula de Soluço; libertando-o (Banguela pegou a chave para a jaula do bolso de Norbert, mas a engoliu, e coloca acidentalmente fogo em um tapete). Camicazi se desce para baixo com uma corda e agarra a batata, mas vê a coisa-que-titaqueia de Norberto e leva-a também. De repente, o corpo preservado do pai de Norberto cai em uma fileira de Dedos-duros (um tipo de dragão que os viquingues usam como um alarme), que dão gritos estridentes. Todos os Histéricos de repente acordam.
Soluço, Camicazi e Banguela saem do Salão através da chaminé. Os três, juntamente com Caolho, escapam no barco de Soluço, mas são atacados pelo Garra da Destruição, que vive sob um mar congelado chamado de "Ira de Thor". O Garra da Destruição irrompe do gelo e usa a sua língua para pegar a batata e a come. Soluço percebe que sua missão falhou e adivinha que o Garra da Destruição teve Vorpentite, pois apresentou os sintomas. Uma vez que eles voltam, ele percebe que Perna-de-Peixe só tinha pego um resfriado, e Velho Enrugado tinha cometido um erro. Stoico (Soluço tinha mentido para Stoico dizendo que ele estava passando a noite na casa de Melequento, mas ao invés disso ele foi buscar a batata) grita com Velho Enrugado por fazer Soluço ir em uma busca inútil e quase ser morto por Norberto. Soluço de repente cai na mesma cama que Perna-de-Peixe estava deitado, e todo o seu corpo fica rígido. Velho Enrugado examina Soluço e diz que ele é que, na verdade, está com Vorpentite. Soluço tenta desesperadamente falar, murmurando "tiiire em mim!", e tenta apontar pra seta na mesa ao lado dele que tinha ficado presa na batata por um longo tempo. Perna-de-Peixe percebe o que Soluço quer que ele atire nele com a seta, que está embebida no suco da batata. Perna-de-Peixe atira no pé de Soluço, e Soluço se recupera. No epílogo, Soluço diz que mais tarde enterrou a seta que salvou sua vida e de uma semente no final da mesma cresce outra batata, que é usado para cobrir a ilha com batatas para que ninguém morra de Vorpentite nunca mais. No epílogo, Soluço ainda explica que o Garra da Destruição que comeu a batata agradeceu Soluço, seguindo seu barco e ajudar a manter Soluço seguro em situações impossíveis.
Com isso, Soluço tem seis das Coisas Perdidas do Rei. O banguela, a segunda melhor espada de barbadura, o escudo Romano, a chave, o relógio e a flecha da terra que não existe.

## Capítulos
Segue uma lista com o nome dos capítulos do livro em português do Brasil conforme a tradução da Editora Intrínseca.
| Cap. |  | Brasil                                             |
| ---- |  | -------------------------------------------------- |
| 1    |  | A Expedição de Caça com Arco e Flecha sobre Esquis |
| 2    |  | Dragões-de-trenó-dentes-de-sabre                   |
| 3    |  | Os caçadores se tornam caça                        |
| 4    |  | Tem algo errado com Perna-de-Peixe?                |
| 5    |  | Bate-bastão no Gelo                                |
| 6    |  | O que Velho Enrugado disse                         |
| 7    |  | A busca da Batata Congelada                        |
| 8    |  | A Ira de Thor                                      |
| 9    |  | Enquanto isso, em Berk                             |
| 10   |  | Véspera do Dia de Freya em Histeria                |
| 11   |  | Na sopa                                            |
| 12   |  | Será que Banguela vai salvar o dia?                |
| 13   |  | O grande roubo da batata                           |
| 14   |  | A Corrida de Ladrões de Batata                     |
| 15   |  | "Talvez eles agora consigam                        |
| 16   |  | Garra da Destruição                                |
| 17   |  | A busca chega ao fim                               |
| 18   |  | Perna-de-Peixe                                     |
| 19   |  | O Último Capítulo                                  |
| #    |  | Epílogo                                            |